# Vesoljski top
Vesoljski top (ang. Space gun) tudi "Vernov top" (po Julesu Vernu) je velik top, ki se uporablja za izstreljevanje objektov iz površja Zemlje v vesolje.
Američani so v sklopu projekta HARP (High Altitude Research Project) s 16-inčnim (410 mm) topom izstrelili 180 kg projektil, ki je imel hitrost 3600 m/s (12960 km/h) in je dosegel višino 180 km - izvedel je podorbitalni let. Vesoljski top ni nikoli uspešno utiril objekta v orbito.
Ker se pri te vrste izstrelitvi pojavijo zelo visoke G-obremenitve, ni mogoče s to metodo izstreljevati človeške posadke in tudi drugih objektov, ki niso odporni na visoke G-obremenitve.